# Man and Maid
Man and Maid, és una pel·lícula muda de la Metro dirigida per Victor Schertzinger i protagonitzada per Lew Cody, Renée Adorée i Harriet Hammond, entre d'altres. Basada en una novel·la homònima d'Elinor Glyn, es va estrenar el 13 d'abril de 1925. Es considera una pel·lícula perduda.

## Argument
Durant la Primera Guerra Mundial, Alathea Bulteel, una infermera de la Creu Roja, un oficial anglès inconscient entre les ruïnes d'un edifici bombardejat a París. El cuida fins que arriba ajuda però marxa abans que ell recuperi la consciència. Després de la guerra, Alathea necessita trobar feina, ja que el seu pare ha dilapidat la fortuna familiar en el joc. Per casualitat, troba feina com a secretària privada d'aquell oficial, que resulta ser Sir Nicholas Thormonde. Sir Nicholas passa el temps de convalescència de les lesions de guerra amb Suzette, una bonica noia de mon. Alathea compleix les seves funcions tan bé que, malgrat la seva roba ordinària i les ulleres fosques que porta per evitar que Nicholas la prengui en consideració, ell se n'enamora. Un dia, Nicholas la besa i ella marxa de la casa, ja que creu que ell només vol aprofitar-se d'ella. Nicholas però la segueix i li demana de casar-se. Ella rebutja la seva oferta creient que no aquesta no és sincera. El germà d'Alathea llavors contreu un deute de joc de 5.000 francs, que Sir Nicholas paga en secret. Sense saber-ho, Alathea el visita i s'ofereix a ser la seva “secretària permanent” a canvi que el seu germà pugui obtenir aquella suma. Nicholas accepta, i viuen feliços fins que Suzette reapareix. Creient que Nicholas encara està interessat en la noia, Alathea fuig. Ella i Nicholas, però, al final es casen quan ella s'adona de l'amor que Nicholas sent per ella.

## Repartiment
- Lew Cody (Sir Nicholas Thormonde)
- Renée Adorée (Suzette)
- Harriet Hammond (Alathea Bulteel)
- Alec B. Francis (Burton)
- Paulette Duval (Coralie)
- Crauford Kent (coronel George Harcourt)
- David Mir (Maurice)
- Jacqueline Gadsden (Lady Hilda Bulteel)
- Gerald Grove (Hon. Bobby Bulteel)
- Winston Miller (Bobby)
- Jane Mercer (Hilda)
- Irving Hartley (Atwood Chester)
- Dagmar Desmond (Odette)
- Leoni Lester (Alice)